# Mank
Mank és un drama biogràfic estatunidenc del 2020, sobre el guionista de la pel·lícula Ciutadà Kane, Herman J. Mankiewicz, dirigit per David Fincher. Protagonitzat per Gary Oldman en el paper de Mankiewicz, Amanda Seyfried interpreta l'actriu de Broadway Marion Davies, Lily Collins com Rita Alexander, Arliss Howard, en el paper del productor Louis B. Meyer, Tom Pelphrey, com al germà de Mank i Tom Burke interpretant Orson Welles.
Rodada íntegrament en blanc i negre, es va estrenar de forma limitada en alguns cinemes el mes de novembre 2020 i el 4 de desembre de 2020 a la plataforma Netflix.
Nominada a deu Premis Oscar, finalment en la gala dels 93ns Premis Oscar en va recollir dos, a la millor fotografia (Erik Messerschmidt) i a la millor direcció artística (Donald Graham Burt i Jan Pascale).

## Argument
Als anys 30 del segle xx, el guionista Herman J. Mankiewicz va rebre l'encàrrec d'escriure el guió de la pel·lícula Ciutadà Kane (Citizen Kane), el personatge principal del qual estava inspirat en William Randolph Hearst. Després d'un accident de trànsit i amb problemes amb l'alcohol, el guionista encara ha de complir els terminis establerts pel director de la pel·lícula, Orson Welles. Herman es queda en un ranxo llogat per a l'ocasió a Victorville. Allà és vigilat de prop per la jove Rita Alexander (que vetlla per la seva salut) i per John Houseman (que assegura que es respecti el ritme imposat). La relació entre "Mank" i el director resultarà tumultuosa durant el procés de creació de la pel·lícula.
Paral·lelament, podem veure uns anys abans l'evolució de Hollywood després de la Gran Depressió lligada al crac del 1929. El 1934, Califòrnia es trobava en plena convulsió a causa de les eleccions per al càrrec de governador, entre Upton Sinclair i Frank Merriam.
Els flashbacks mostren les relacions mantingudes per Mankiewicz amb el productor Louis B. Meyer, el magnat William Hearst i la seva amant, Marion Davies, amb qui es fa amic. Una particular visió sobre la gènesi de Ciutadà Kane i l'estat d'ànim del seu guionista.

## Repartiment
- Gary Oldman: Herman J. Mankiewicz
- Amanda Seyfried: Marion Davies
- Lily Collins: Rita Alexander, secretària de Mankiewicz
- Arliss Howard: Louis B. Mayer
- Tom Pelphrey: Joe L. Mankiewicz
- Tuppence Middleton: Sara Mankiewicz, esposa de Herman Mankiewicz
- Joseph Cross: Charles Lederer
- Monika Gossmann: Fraulein Freda
- Sam Troughton: John Houseman
- Tom Burke: Orson Welles
- Ferdinand Kingsley: Irving Thalberg
- Charles Dance: William Randolph Hearst
- Jamie McShane: Shelly

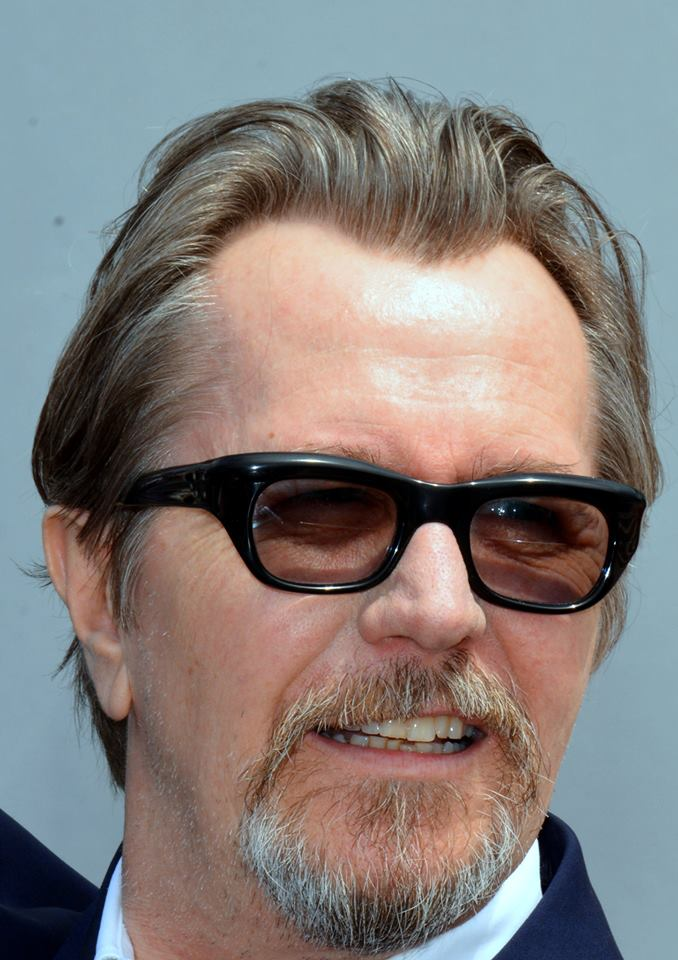
Gary Oldman
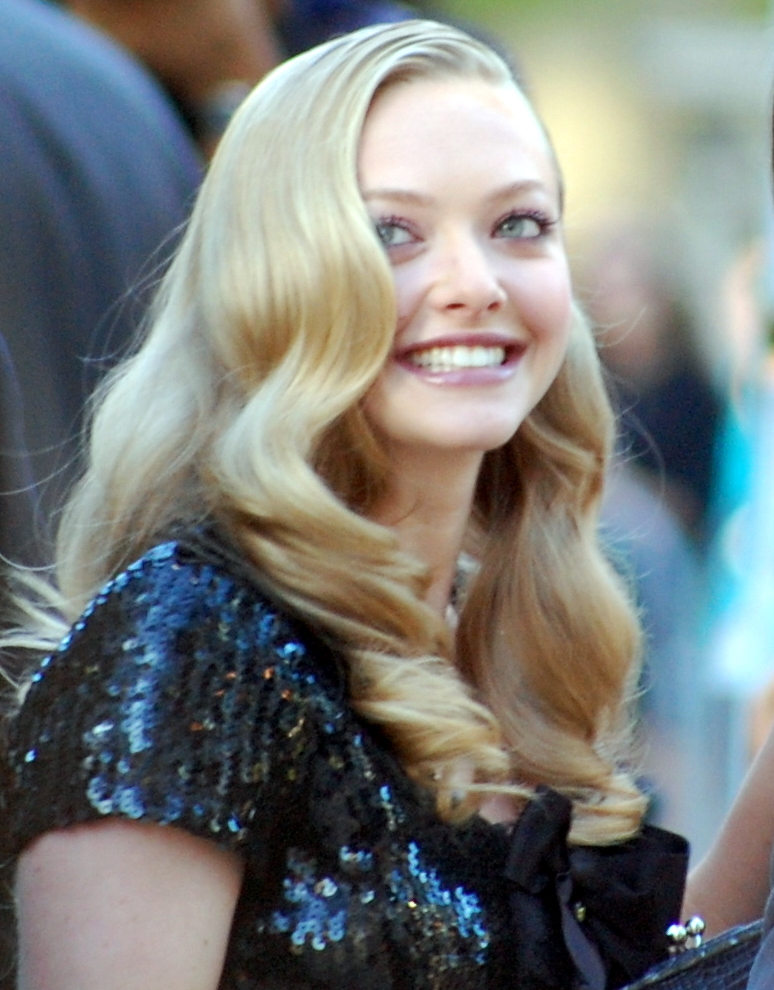
Amanda Seyfried
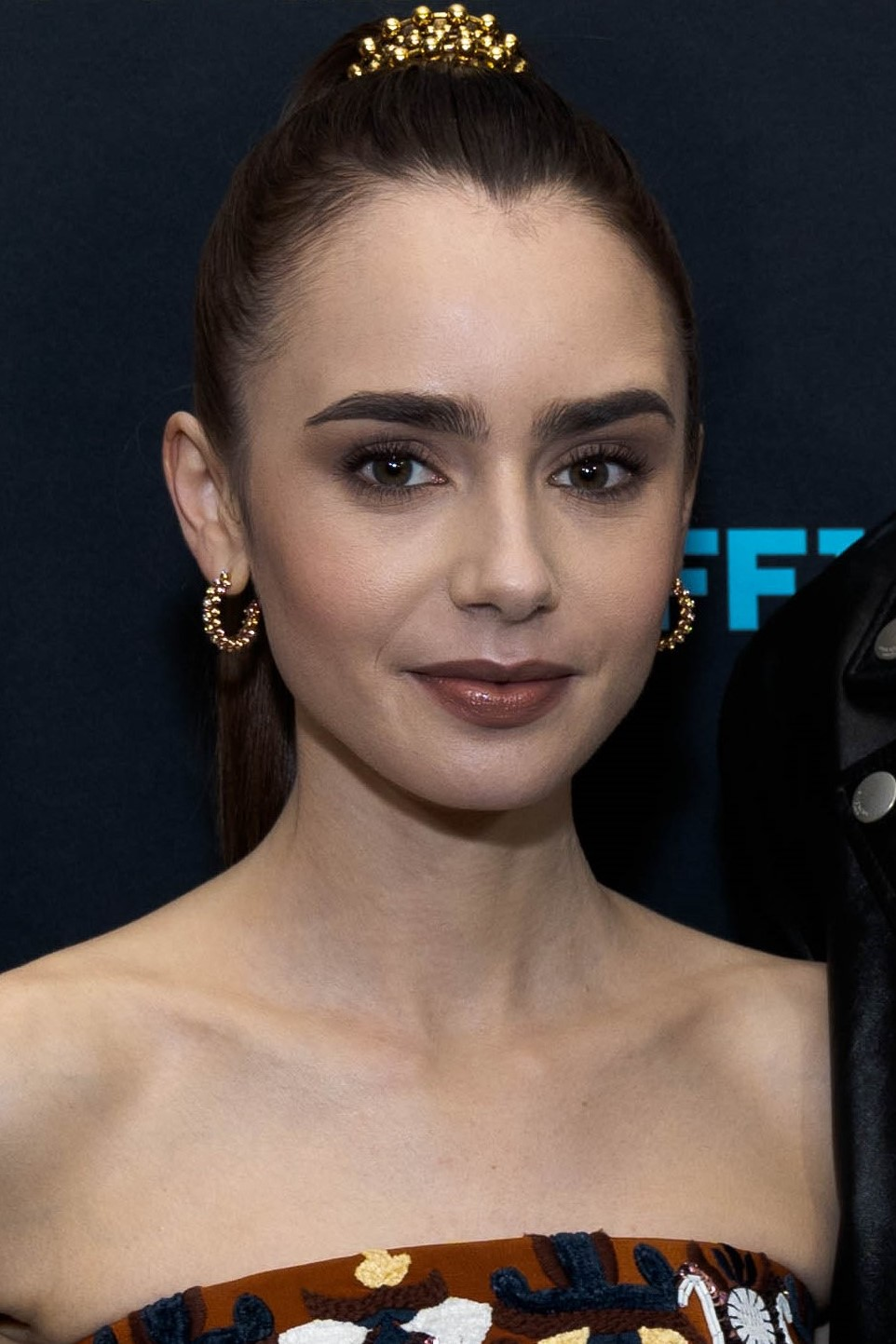
Lily Collins

## Al voltant de la pel·lícula
La pel·lícula està rodada en blanc i negre, amb el tipus d'imatge del Hollywood de l'època daurada dels anys 30 i 40 en què Mankiewicz va treballar, fins que el 1941 va tenir l'oportunitat de crear una autèntica obra mestra: Ciutadà Kane. Mank també reprodueix l'estructura narrativa en dos temps de Ciutadà Kane, amb música orquestral d'aires clàssics (composta per Trent Reznor i Atticus Ross).

## Crítica
En el lloc web estatunidenc Rotten Tomatoes dedicat a la crítica i informació sobre pel·lícules, Mank obté una valoració positiva d'un 88% dels crítics sobre un total de 231 ressenyes, amb una valoració mitjana de 7,80/10 i un 72% d'aprovació del públic, amb un 3,64/5.
A l'agregador de ressenyes Metacritic, la pel·lícula obté una qualificació de 79/100 a partir de les opinions de 44 crítics, amb 37 valoracions positives, 7 en la qualificació mixta i cap negativa. Els usuaris la valoren amb una puntuació de 7,4/10.

## Nominacions i Premis
| Premi            | Categoria                                     | Nominats                         | Resultat   | Ref                |
| ---------------- | --------------------------------------------- | -------------------------------- | ---------- | ------------------ |
| 93 Premis Oscar  | Oscar a la millor pel·lícula                  |                                  | Nominació  | [ 8 ] [ 9 ] [ 10 ] |
| 93 Premis Oscar  | Oscar al millor director                      | David Fincher                    | Nominació  | [ 8 ] [ 9 ] [ 10 ] |
| 93 Premis Oscar  | Oscar al millor actor                         | Gary Oldman                      | Nominació  | [ 8 ] [ 9 ] [ 10 ] |
| 93 Premis Oscar  | Oscar a la millor actriu secundària           | Amanda Seyfried                  | Nominació  | [ 8 ] [ 9 ] [ 10 ] |
| 93 Premis Oscar  | Oscar a la millor direcció artística          | Donald Graham Burt i Jan Pascale | Guanyadors | [ 8 ] [ 9 ] [ 10 ] |
| 93 Premis Oscar  | Oscar a la millor fotografia                  | Erik Messerschmidt               | Guanyador  | [ 8 ] [ 9 ] [ 10 ] |
| 93 Premis Oscar  | Oscar al millor so                            |                                  | Nominació  | [ 8 ] [ 9 ] [ 10 ] |
| 93 Premis Oscar  | Oscar a la millor banda sonora                | Trent Reznor i Atticus Ross      | Nominació  | [ 8 ] [ 9 ] [ 10 ] |
| 93 Premis Oscar  | Oscar al millor vestuari                      | Trish Summerville                | Nominació  | [ 8 ] [ 9 ] [ 10 ] |
| 93 Premis Oscar  | Oscar al millor maquillatge                   |                                  | Nominació  | [ 8 ] [ 9 ] [ 10 ] |
| Globus d'Or 2021 | Globus d'Or a la millor pel·lícula dramàtica  |                                  | Nominació  | [ 11 ] [ 12 ]      |
| Globus d'Or 2021 | Globus d'Or al millor director                | David Fincher                    | Nominació  | [ 11 ] [ 12 ]      |
| Globus d'Or 2021 | Globus d'Or al millor guió                    | Jack Fincher                     | Nominació  | [ 11 ] [ 12 ]      |
| Globus d'Or 2021 | Globus d'Or al millor actor dramàtic          | Gary Oldman                      | Nominació  | [ 11 ] [ 12 ]      |
| Globus d'Or 2021 | Globus d'Or a la millor actriu secundària     | Amanda Seyfried                  | Nominació  | [ 11 ] [ 12 ]      |
| Globus d'Or 2021 | Globus d'Or a la millor banda sonora original | Trent Reznor i Atticus Ross      | Nominació  | [ 11 ] [ 12 ]      |